# Chaetonotus macrolepidotus
Chaetonotus macrolepidotus är en djurart som tillhör fylumet bukhårsdjur, och som beskrevs av A. Greuter 1917. Chaetonotus macrolepidotus ingår i släktet Chaetonotus och familjen Chaetonotidae. Inga underarter finns listade i Catalogue of Life.